# Die Harmonie der Welt
Die Harmonie der Welt ist eine Oper in fünf Akten von Paul Hindemith, der auch das Libretto dichtete. Das Werk erlebte seine Uraufführung am 11. August 1957 im Prinzregententheater in München. Am Pult stand der Komponist. Hindemith hatte im Jahr 1951 bereits eine gleichnamige Sinfonie geschrieben.

## Orchester
Zwei Flöten, drei Oboen, drei Klarinetten, drei Fagotte, vier Hörner, zwei Trompeten, vier Posaunen, eine Pauke, ein Schlagzeug, eine Harfe und 40 Streicher. Für die Bühnenmusik werden sieben Holzbläser, vier Blechbläser, drei Streicher und ein Schlagzeug benötigt.

## Bühnenbilder
- Erster Akt – Bild 1: Straße in Prag, Bild 2: Ein Friedhof bei Nacht in Württemberg, Bild 3: Auf der Prager Burg, Bild 4: Ein Zimmer in Keplers Haus in Prag
- Zweiter Akt – Bild 5: Platz in Prag, Bild 6: Arkadenhof des Landhauses in Linz, Bild 7: Garten des Starhemberger Schlosses, Bild 8: Wirtshausgarten
- Dritter Akt – Bild 9: Keplers Haus in Linz, Bild 10: Güglingen in Württemberg
- Vierter Akt – Bild 11: Palais Waldstein zu Prag
- Fünfter Akt – Bild 12: Sagan in Schlesien, Bild 13: Großer Saal in Regensburg, Bild 14: Barockes Himmelsgemälde mit Thron der Sonne

## Handlung
Der verwitwete Johannes Kepler steht  als Mathematiker und Astronom im Dienste Kaiser Rudolfs II. Die Arbeit befriedigt ihn nicht, der  Lohn ist dürftig, und um sein Auskommen zu sichern, stellt er wohlhabenden Bürgern Horoskope. Auch der Feldherr Wallenstein zählt zu seinen Kunden. Dieser will wissen, welches Schicksal ihm die Sterne im Laufe des drohenden Krieges vorgeben.
In Linz lernt Kepler seine zweite Frau Susanne kennen. Der gläubige Protestant sieht im Abendmahl lediglich ein Symbol für Leib und Blut Christi, aber keine echte Wandlung von Brot und Wein. Weil er diese Gedanken auch öffentlich vertritt, verbietet ihm die Kirche, weiterhin an dem Sakrament teilzunehmen. Dieser Umstand lastet schwer auf seiner Seele.
Keplers Mutter Katharina wird als Hexe angeklagt. Sechs Jahre lang muss der Sohn kämpfen, bis es ihm schließlich gelingt, sie vor dem Tod auf dem Scheiterhaufen zu bewahren.
Keplers Lehre von den Himmelskörpern und ihren Bahnen wird nicht nur von seiner Frau und seiner Mutter bewundert, er wird auch von seinen Schülern hoch geschätzt. Von den Schülern wird sein Gehilfe Ulrich Grüßer abtrünnig, der Kepler die Erfolge neidet.
1627 kommt es zu einer zweiten Begegnung zwischen Kepler und Wallenstein. Der Feldherr bittet ihn, in seine Dienste zu treten und ihm regelmäßig Horoskope zu erstellen. So wird Wallenstein Keplers letzter Brotherr.
Der Geist Rudolfs II. verfinstert sich immer mehr, so dass er noch während des Krieges abgesetzt wird. Sein Nachfolger Ferdinand II. entpuppt sich als Schwächling. Als die Schweden 1630 in das Land einfallen, ruft der Kaiser seine Kurfürsten nach Regensburg. Im Gefolge des Kaisers ist auch der von einer tödlichen Krankheit gezeichnete Kepler. Er versucht, auf die Politik warnend Einfluss zu nehmen – vergebens. In sein Schicksal ergeben stirbt er.
Das letzte Bühnenbild zeigt ein barockes Himmelsgemälde mit dem Thron der Sonne. Fast alle Figuren der Oper stellen Himmelskörper dar, so der Kaiser die Sonne, Johannes Kepler die Erde, Wallenstein den Jupiter, Tansur den Saturn, Ulrich Grüßer den Mars, Keplers Frau die Venus, Daniel Hizler den Merkur und Keplers Mutter den Mond. Sie alle ziehen ihre von der Natur (oder von Gott) vorgegebenen Bahnen in einer musikalischen Harmonie der Welt.

## Musik
Besondere Höhepunkte des Werks sind die Schilderung des Hexenprozesses mit der verbissenen Eindringlichkeit der Chöre, des Kurfürstentags in Regensburg und die Schlussszene: In einer groß angelegten Passacaglia klingt das Werk in strahlendem E-Dur aus. Die Musik wirkt dabei barock und modern zugleich.
2017 gab es eine Neuinszenierung von Dietrich Hilsdorf und Hermann Schneider im Landestheater Linz, die musikalische Leitung hatte Gerrit Prießnitz.